# Den dag du gav oss, Gud, är gången
Den dag du gav oss, Gud, är gången, The day thou gavest, Lord, is ended, är en brittisk aftonpsalm med musik av Clement Cotterill Scholefield 1874. Den ursprungliga engelska texten skrevs av John Ellerton 1870 och den svenska texten skrevs av Johan Alfred Eklund 1912 med bearbetning av Natanael Beskow 1936. Texten grundar sig på Psaltaren 19:1-7.
Den svenska texten i Eklunds version blev fri för publicering år 2015. Den Beskowska bearbetade versionen är fri från upphovsrättsligt skydd 2032.

## Publicerad i
- 1937 års psalmbok som nummer 449 under rubriken Afton
- Herren Lever 1977 som nummer 885 under rubriken "Dagens och årets tider - Kväll".[1]
- Cantarellen 1984 som nummer 11.
- 1986 års ekumeniska psalmbok som nummer 191 under rubriken Kväll
- Svensk psalmbok för den evangelisk-lutherska kyrkan i Finland (1986) som nummer 525 under rubriken Morgon och afton
- Hela familjens psalmbok 2013 som nummer 15 under rubriken "Dagen och natten".[2]